# Giovanni Francesco Morosini
Giovanni Francesco Morosini (né le 30 septembre 1537 à Venise, Italie, alors dans la république de Venise, et mort à Brescia le 10 janvier 1596) est un cardinal italien du XVIe siècle.
Il est le neveu des cardinaux Luigi Cornaro (1551) et Federico Cornaro, seniore, O.S.Io.Hieros. (1585).

## Biographie
Giovanni Francesco Morosini est ambassadeur de la République de Venise dans le duché de Savoie (1568-70), en Pologne (1573), Espagne et en France (1573-74) et baylo auprès du sultan Mourad III de Constantinople (1582). Il est ordonné prêtre à son retour à Venise. En 1585 il est nommé évêque de Brescia et en 1585-1587 il est nonce apostolique en France.
Morosini est créé cardinal par le pape Sixte V lors du consistoire du 5 juillet 1588. Il est un bon ami du futur saint Philippe Néri.
Morosini participe aux conclaves de septembre 1590 (élection d'Urbain VII), d'octobre 1590 (élection de Grégoire XIV), de 1591 (élection d'Innocent IX) et de 1592 (élection de Clément VIII).